# Tomasz Zimny
Tomasz Zimny (ur. 24 grudnia 1963) – polski lekkoatleta, specjalizujący się w biegu na 3000 metrów z przeszkodami.
Dziewięciokrotny finalista mistrzostw Polski (w tym trzykrotnie w przełajach).
Były nieoficjalny halowy rekordzista Polski na nietypowym dystansie – 2000 metrów z przeszkodami (5:44,91 – 27 lutego 1990, Kijów).

## Rekordy życiowe
- Bieg na 3000 m z przeszkodami – 8:27,36 (1988)[3]